# World Film Corporation
World Pictures est une société de distribution américaine, basée à Fort Lee (New Jersey), qui a existé de 1914 à 1919, jusqu'à son rachat par Lewis J. Selznick.

## Historique
Au départ créée pour distribuer des films réalisés à l'étranger, elle est rachetée par plusieurs investisseurs qui désirent distribuer leurs propres productions. Parmi eux, Lewis J. Selznick, le père de David O. Selznick, (Equitable Pictures), William A. Brady, un ex-producteur de Broadway (Shubert Pictures) et Jules Brulatour (Peerless Pictures).
En 1914 et 1915, World Pictures distribue les films Equitable, Peerless, et Shubert, mais aussi ceux de nombreuses compagnies indépendantes. Les tournages se font naturellement de plus en plus naturellement aux studios Peerless, construits en 1914, et aux studios Paragon, construits en 1916.
Des personnalités importantes ont travaillé pour World Pictures : Albert Capellani, Maurice Tourneur, Alice Brady, Clara Kimball Young... Josef von Sternberg y travailla comme monteur, Frances Marion y eut son premier contrat à plein temps de scénariste.
En 1919, Selznick crée sa propre compagnie, Selznick Pictures Corporation et absorbe World.

## Filmographie
- 1914 : Maman de Maurice Tourneur
- 1914 : La Case de l'oncle Tom
- 1915 : Insouciance de Maurice Tourneur
- 1916 : The Hand of Peril de Maurice Tourneur
- 1916 : La Folle Chimère de Maurice Tourneur
- 1916 : The Closed Road de Maurice Tourneur
- 1917 : The Web of Desire d'Émile Chautard
- 1917 : Rasputin, the Black Monk d'Arthur Ashley
- 1919 : Love and the Woman de Tefft Johnson